# Gaetano Martino

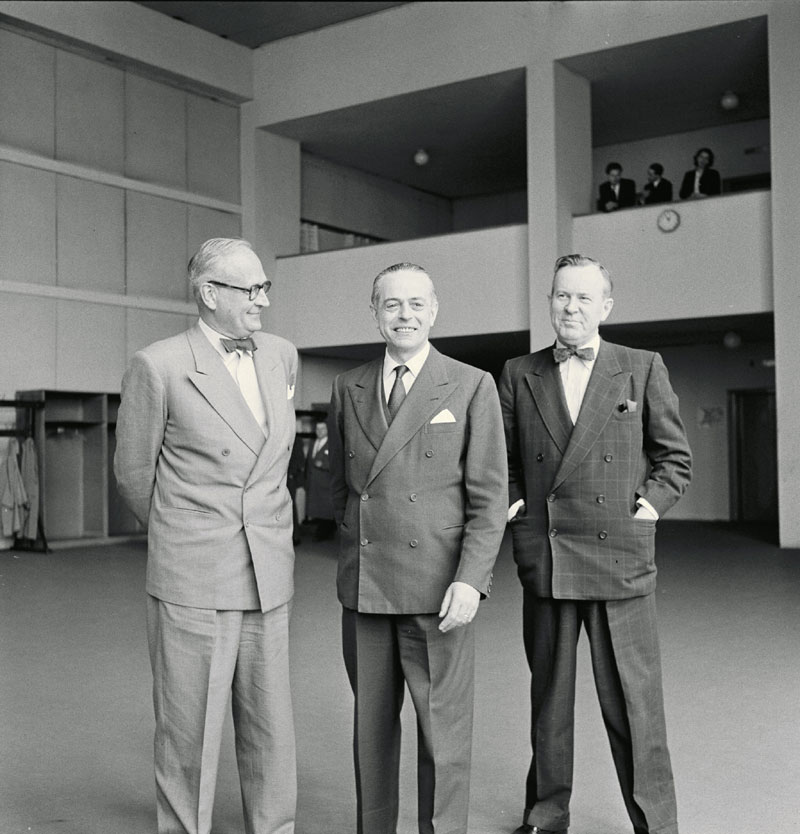
V.l.n.r. Halvard Lange, Gaetano Martino en Lester B. Pearson in 1956.

Gaetano Martino (Messina, 25 november 1900 - Rome, 21 juli 1967) was een Italiaans politicus. Hij diende als minister van Buitenlandse Zaken (1954-1957) en als voorzitter van het Europees Parlement (1962-1964). 
Zijn zoon Antonio Martino diende ook als minister van Buitenlandse Zaken.

## Carrière
Na de Tweede Wereldoorlog werd Martino lid van de PLI. Van 1954 tot 1957 was hij voor deze partij minister van Buitenlandse Zaken. Ook zetelde hij in de Kamer van Afgevaardigden.
Als minister vertegenwoordigde hij in 1955 Italië bij de Conferentie van Messina die uiteindelijk zou leiden tot het Verdrag van Rome. Van 1962 tot 1964 was hij voorzitter van het Europees Parlement.